# Križarka razreda Spirit
Spirit ja razred osemnajstih potniških križark. Gradilo jih je podjetje Kvaerner Masa-Yards, (zdaj STX Europe) v finski ladjedelnici Hietalahti. Nekaj ladij so zgradili tudi v Fincantierijevi ladjedelnici Marghera. Z ladjami operirajo družbe Carnival Cruise Lines, Costa Cruises, P&O Cruises, Cunard Line and Holland America Line - vse družbe so podružnice od Carnival Corporation. Ladje so velikosti Panamax, kar pomeni, da lahko plujejo skozi Panamski prekop.
Leta 2009 so predstavili križarko Costa Luminosa, ki je hibrid med razredom Spirit in razredom Vista.
Spirit je z 18 ladjami najbolj številen razred potniških križark. 

## Ladje
| Zgrajena | Ladja              | Operater         | Graditelj   | Gros tonaža | Zastava | Opombe             | Slika |
| -------- | ------------------ | ---------------- | ----------- | ----------- | ------- | ------------------ | ----- |
| 2000     | Costa Atlantica    | Costa Cruises    | Hietalahti  | 85619 GT    | Italija | Prva ladja razreda |       |
| 2001     | Carnival Spirit    | Carnival Cruises | Hietalahti  | 88 500 GT   | Malta   |                    |       |
| 2001     | Carnival Pride     | Carnival Cruises | Hietalahti  | 88 500 GT   | Panama  |                    |       |
| 2002     | Carnival Legend    | Carnival Cruises | Hietalahti  | 88 500 GT   | Malta   |                    |       |
| 2003     | Costa Mediterranea | Costa Cruises    | Hietalahti  | 86 000 GT   | Italija |                    |       |
| 2004     | Carnival Miracle   | Carnival Cruises | Hietalahti  | 88 500 GT   | Panama  |                    |       |
| 2009     | Costa Luminosa     | Costa Cruises    | Fincantieri | 92 700 GT   | Italija |                    |       |
| 2010     | Costa Deliziosa    | Costa Cruises    | Fincantieri | 92 700 GT   | Italija |                    |       |